# Alfredo Antonio Carlo Bongusto
Alfredo Antonio Carlo Bongusto è l'ottavo album in studio del cantante italiano Fred Bongusto, pubblicato nel 1972.

## Tracce
1. Questo nostro grande amore (Franco Califano, Fred Bongusto)
2. Roma 6 (Alberto Testa e Fred Bongusto)
3. Non è un capriccio d'agosto (Bruno Pallini, Dino Sarti e Giovanni Gionchetta)
4. Ti amo e poi... (Not Very Far From The Star) (Franco Califano, Fred Bongusto)
5. Mezzaluna e gli occhi tuoi (Franco Califano, Fred Bongusto)
6. Invece no (Giorgio Calabrese e Umberto Bindi)
7. (We Have) All The Time In The World (Hal David e John Barry)
8. Dormi serena (Franco Califano, Fred Bongusto)
9. O primmo treno... (Fred Bongusto)
10. Quando (Luigi Tenco)
11. Marenariello (Gennaro Ottaviano e Salvatore Gambardella)
12. Piangi amore mio (Franco Califano, Fred Bongusto)
13. La canzone di Frank Sinatra (Fred Bongusto)